# Revenga de Campos
Revenga de Campos is een gemeente in de Spaanse provincie Palencia in de regio Castilië en León met een oppervlakte van 22,41 km². Revenga de Campos telt 161 inwoners (1 januari 2016).

## Demografische ontwikkeling
Bron: INE, 1857-2011: volkstellingen